# Dobro morje
Pour plus de détails, voir Fiche technique et Distribution.
Dobro morje (lit. Bonne mer) est un drame slovène en noir et blanc réalisé par Mirko Grobler en1958.

## Synopsis
Alors que M. Pakval, un riche propriétaire tente de ruiner des pêcheurs en les dénonçant à la police pour des délits qu'ils n'ont pas commis, Lozić, ancien complice de Pakval sort de prison et décide de mettre au jour ses combines. Mais lorsque Pakval, puissant, essaie de discréditer définitivement Lozić, Ive, jeune et excellent pêcheur intervient,,...

## Fiche technique
Sauf indication contraire, les informations mentionnées dans cette section peuvent être confirmées par la base de données cinématographiques IMDb,  présente dans la section « Liens externes ».
- Titre original : Dobro morje
- Titre anglais : The sea is kind
- Réalisation : Mirko Grobler
- Scénario : Ernest Adamič
- Musique : Bojan Adamič
- Photographie : France Cerar
- Son : Herman Kokove
- Décors : Niko Matul
- Costumes : Nada Souvan
- Pays de production :  Yougoslavie
- Genre : Drame
- Durée : 94 minutes

## Distribution
Sauf indication contraire, les informations mentionnées dans cette section peuvent être confirmées par la base de données cinématographiques IMDb,  présente dans la section « Liens externes ».
- Maks Furijan
- Hinko Nučič : Jakov
- Janez Čuk : Juro
- Polde Bibič : Kiro
- Angelo Benetelli
- Tomaž Pesek : Ive
- Stane Potokar : Ante Paskval
- Marija Tocinovsky
- Janez Vrhovec : le pêcheur Lozić
- Ewelyne Wohlfeiler : Nina